# 保安寺 (北京保安寺街)
保安寺，位于北京市西城区保安寺街25号，是一座汉传佛教寺院。

## 简介
《顺天府志》载：“保安寺，明正统年间立，在宣武门外保安寺街。嘉靖二十六年重修，碑一，郭秉聪撰，街因寺名。又有玉皇庙，顺治十八年，大学士成克巩撰碑。”《钦定日下旧闻考》载：“保安禅寺在都城南三里许，创自正统年间，岁久浸废。嘉靖时修复，鸠工聚材，撤颓拓隘，梵宇佛像，金碧辉煌，以至僧舍、斋堂、门庑、庖库之属，靡不整饬，规模壮丽，视昔加倍矣。”
保安寺位于保安寺街，街名因该寺而得名。该寺是明朝正统年间敕建。前后共有三进大殿，两侧设有僧舍，另外还有方丈院。院内有一棵古老的国槐，高达数十丈，主干三人不能合抱，传说唐朝将军尉迟恭曾经在此树上拴过战马，所以称“唐槐”。中华民国时期，寺内僧人烧香引发火灾，第二进殿、第三进殿全部烧毁。1958年，该寺改作宣武区制鞋厂的厂址。到2009年，该寺仅存山门一间，作为民居。
清朝初年，保安寺周边是士子集中居住之地。邵长蘅、王士祯、施闰章、查慎行、翁方纲、李慈铭等文人都曾在保安寺街居住。刘嗣绾《尚絅堂萧寺集》有小序称：“辛酉，移寓保安寺，砌花数种，缀以小兰，雨铃风磬，间出韵语，为软红中辟一清凉界也。”清朝康熙己未年（1679年），王士祯（号阮亭）正在保安寺居住，和邻居浙江海宁人陆嘉淑（号冰修）、江苏武进人邵长蘅、安徽宣城人施闰章（号愚山）、梅庚等人结成好友。邵长蘅《青门旅稿小序》记载：“己未，客都门，寓保安寺街，与阮亭衡宇相对，愚山相距数十武，冰修仅隔一墙，其年寓稍远，隔日辄相见，常月夜偕诸君叩阮亭门，坐梧桐下，茗碗清谈达曙。”日后，邵长蘅又曾写信给王士祯，回忆当年的情景：“奉别十年，回忆寓保安寺街，踏月敲门，诸君箕坐桐阴下清谈竟夕，恍然如隔世事。”另外，《直庐集》、《藤阴杂记》等书也都描述过寓居保安寺街的情形。曾朴《孽海花》中李慈铭当年在保安寺街居住时，在家门口写有一幅门联：“保安寺街藏书十万卷，户部员外补阙一千年。”
过去，保安寺山门以西是三水会馆（保安寺街29号）。保安寺山门以东依次是丰城会馆（保安寺街23号）、吴佩孚宅（保安寺街17号）、高庆奎故居（保安寺街15号）、玉皇庙（保安寺街9号）、关中会馆（保安寺街7号）、湘潭会馆（保安寺街5号）、广丰会馆（保安寺街1号）。2008年由于宣武区大吉片拆迁，该地区遭到毁灭性破坏。